# Кірибаті (мова)
Гільбертська, або Кірибаті (іноді Кірибатісі) — мова австронезійської мовної родини, відомої як Океанічні мови Мікронезії. Її основою є порядок слів— дієслово-об'єкт-суб'єкт (VOS).